# 中国铁路跨局非空调列车车次

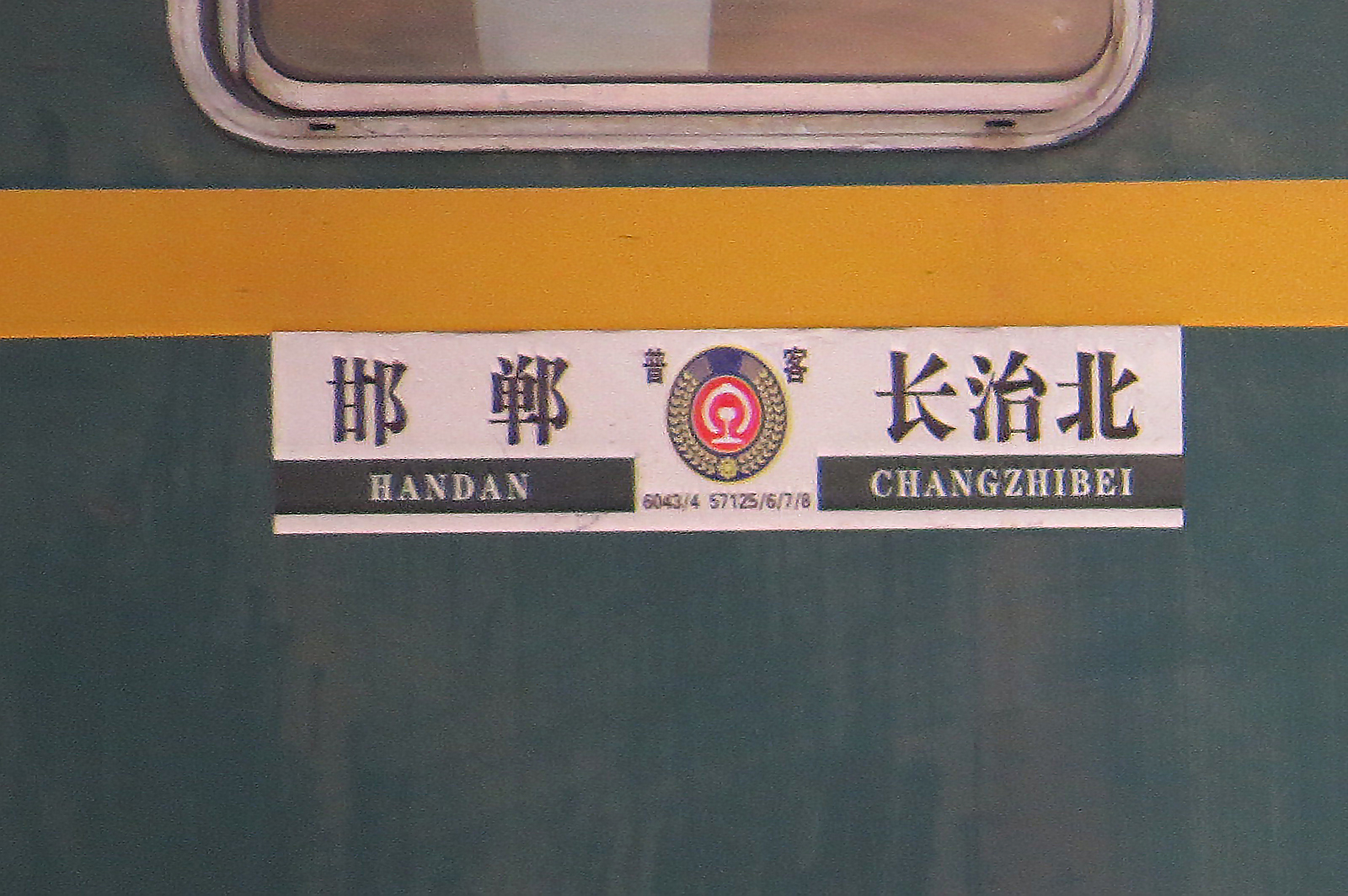
跨局非空调列车目前已不多见

在中国的铁路客运中，跨局旅客列车多数已空调化，但仍然存在一些跨局非空调列车，是国际列车K3/4次和401/2次。

## 正在开行
| 车次          | 担当铁路局   | 担当客运段   | 运行区间           | 备注 |
| ------------- | ------------ | ------------ | ------------------ | --- |
| K3/4次列车    | 北京铁路局   | 北京客运段   | 北京——莫斯科       | 国际列车，中华人民共和国境内段仅终到二连，使用18型非空调客车。自2020年2月5日起因新冠疫情临时停运，暂未恢复开行。 |
| 401/402次列车 | 哈尔滨铁路局 | 牡丹江客运段 | 绥芬河——格罗迭科沃 | 国际列车，使用25B型非空调客车                                                                                    |

## 已更换空调车底
| 车次                                   | 担当铁路局     | 担当客运段     | 运行区间             | 更换时间                                               | 备注                                                                                           |
| -------------------------------------- | -------------- | -------------- | -------------------- | ------------------------------------------------------ | ---------------------------------------------------------------------------------------------- |
| K30/31、K32/29次列车                   | 郑州铁路局     | 郑州客运段     | 洛阳——福州           | 2009年5月10日                                          | 2005年由郑州延至洛阳                                                                           |
| K132/133、K134/131次列车               | 兰州铁路局     | 兰州客运段     | 兰州——深圳西         | 2011年7月1日                                           | 原1182/1183、1184/1181次（2009年4月1日开通）                                                   |
| K175/176次列车                         | 郑州铁路局     | 郑州客运段     | 商丘/郑州——乌鲁木齐  | 2011年12月10日起K175次、12日起K176次                   | 原1045/1046次                                                                                  |
| K561/562次列车                         | 广铁集团       | 广九客运段     | 东莞东——阜阳         |                                                        | 2014年7月1日停运，2015年5月20日恢复图定运行                                                    |
| K619/620次列车                         | 成都铁路局     | 重庆客运段     | 北京西——重庆         | 2010年6月29日渝开K620次、7月1日京开K619次              | 2015年11月20日升级为Z95/96次                                                                   |
| K631/632次列车                         | 武汉铁路局     | 武汉客运段     | 信阳——商丘           |                                                        | 2015年5月20日改为信阳-日照                                                                     |
| K652/653、K654/651次列车               | 南宁铁路局     | 南宁客运段     | 桂林北——成都东       | 2012年9月3日桂林北开K651/4/1、9月4日成都东开K652/3/2次 |                                                                                                |
| K779/780次列车                         | 广铁集团       | 长沙客运段     | 长沙——南宁           |                                                        |                                                                                                |
| K827/830、K829/828次列车               | 广铁集团       | 肇庆客运段     | 成都东——广州         |                                                        |                                                                                                |
| K850/851、K852/849次列车               | 成都铁路局     | 贵阳客运段     | 贵阳——湛江           | 2012年8月4日                                           |                                                                                                |
| K872/873、K874/871次列车               | 南宁铁路局     | 南宁客运段     | 湛江——重庆           | 2013年7月16日                                          |                                                                                                |
| K889/890次列车                         | 青藏铁路公司   | 西宁客运段     | 郑州——西宁           | 2009年6月25日起西宁开K890次、6月27日起郑州开K889次     | 原1101/1102次；2015年7月1日延长至合肥并升级为特快                                              |
| K903/902、K901/904次列车               | 太原铁路局     | 太原客运段     | 太原——厦门           | 2010年12月                                             | 目前缩短为太原——九江                                                                           |
| K915/916次列车                         | 兰州铁路局     | 银川客运段     | 银川——西宁西         |                                                        |                                                                                                |
| K961/962次列车                         | 武汉铁路局     | 武汉客运段     | 汉口——成都           | 2011年1月11日                                          |                                                                                                |
| K974/975、K976/973次列车               | 武汉铁路局     | 武汉客运段     | 武昌——哈尔滨         |                                                        |                                                                                                |
| K1002/1003、K1004/1001次列车           | 西安铁路局     | 西安客运段     | 西安——重庆北         | 2010年1月29日起K1002次、30日起K1004次                  |                                                                                                |
| K1029/1030次列车                       | 广铁集团       | 东莞东客运段   | 东莞东——合肥         |                                                        |                                                                                                |
| K1032/1033/1035、K1036/1034/1031次列车 | 西安铁路局     | 西安客运段     | 西安——贵阳           | 2010年1月26日起K1032次、27日起K1036次                  |                                                                                                |
| K1066/1067、K1068/1065次列车           | 济南铁路局     | 济南客运段     | 威海——汉口           | 2015年6月25日                                          | 由于威海地方铁路局暂时没有整备25G客车的能力，车底暂时配属武局武段，由武汉铁路局整备            |
| K1076/1077、K1078/1075次列车           | 成都铁路局     | 重庆客运段     | 重庆北——宁波         |                                                        |                                                                                                |
| K1211/1212次列车                       | 成都铁路局     | 贵阳客运段     | 贵阳——郑州           | 2012年11月15日起K1212次、16日起K1211次                 |                                                                                                |
| K1229/1230次列车                       | 沈阳铁路局     | 长春客运段     | 大连——齐齐哈尔       |                                                        |                                                                                                |
| K1248/1245、K1247/1246次列车           | 上海铁路局     | 杭州客运段     | 宁波——重庆           | 2011年1月5日                                           |                                                                                                |
| K1259/1260次列车                       | 沈阳铁路局     | 长春客运段     | 大连——齐齐哈尔       |                                                        |                                                                                                |
| K1378/1379、K1377/1380次列车           | 郑州铁路局     | 郑州客运段     | 洛阳——绍兴           | 2016年8月26日起K1378/9次、27日起K1380/77次             |                                                                                                |
| K1473/1472、K1474/1471次列车           | 武汉铁路局     | 襄阳客运段     | 襄阳——湛江           | 2012年8月15日起K1473次、16日起K1474次                  |                                                                                                |
| K1661/1662次列车                       | 乌鲁木齐铁路局 | 乌鲁木齐客运段 | 阿克苏——宝鸡         | 2014年9月24日起K1662次、9月27日起K1661次               |                                                                                                |
| 1043/1044次列车                        | 乌鲁木齐铁路局 | 乌鲁木齐客运段 | 奎屯——西安           | 2013年9月15日起1044次、17日起1043次                    | 2013年12月28日车次改为K679、K680次                                                             |
| 1050/1047、1048/1049次列车             | 青藏铁路公司   | 西宁客运段     | 西宁——成都           | 2010年1月26日起1050次、27日起1048次                    | 2010年4月26日车次改为K1060/57、K1048/9次                                                       |
| 1051/1052次列车                        | 哈尔滨铁路局   | 齐齐哈尔客运段 | 天津——齐齐哈尔       |                                                        | 2014年12月10日改为K567/568次，2016年1月10日延至东莞东，车次改为K568/569、K570/567次            |
| 1085/1086次列车                        | 济南铁路局     | 济南客运段     | 济南——乌鲁木齐       | 2011年8月                                              | 2004年由原T189/190次降级而来，2014年更换25T车底并改为Z105/106次                                |
| 95/85次列车                            | 沈阳铁路局     | 沈阳客运段     | 丹东——平壤           |                                                        | 国际列车                                                                                       |
| 1095/1096次列车                        | 太原铁路局     | 太原客运段     | 太原——兰州           |                                                        |                                                                                                |
| 1106/1107、1108/1105次列车             | 兰州铁路局     | 兰州客运段     | 兰州——汉口           | 2009年4月1日                                           | 同时车次改为K862/3、K864/1次                                                                   |
| 1161/1162次列车                        | 西安铁路局     | 西安客运段     | 西安——济南           | 2010年1月                                              |                                                                                                |
| 1166/1167、1168/1165次列车             | 太原铁路局     | 太原客运段     | 太原——宜昌东         |                                                        |                                                                                                |
| 1174/1171、1172/1173次列车             | 哈尔滨铁路局   | 哈尔滨客运段   | 哈尔滨——太原         | 2013年7月1日                                           | 车次改为K1084/1、K1082/3次，2014年12月10日延至银川，2016年5月15日双向延长至齐齐哈尔-乌鲁木齐南 |
| 1202/1203、1204次列车                  | 武汉铁路局     | 武汉客运段     | 信阳——深圳西         | 2016年1月10日                                          | 同时车次改为K822/823、K824/821次，终到站改为深圳东                                             |
| 1213/1107、1108/1105次列车             | 兰州铁路局     | 兰州客运段     | 兰州——汉口           | 2009年4月1日                                           | 同时车次改为K862/3、K864/1次                                                                   |
| 1266/1267、1268/1265次列车             | 成都铁路局     | 重庆客运段     | 重庆北——呼和浩特东   | 2013年12月29日起改为K1536/1537、K1538/1535次列车       |                                                                                                |
| 1348/1345、1346/1347次列车             | 兰州铁路局     | 兰州客运段     | 兰州——成都           | 2009年4月1日                                           | 同时车次改为K858/5、K856/7次                                                                   |
| 1354/1351、1352/1353次列车             | 成都铁路局     | 成都客运段     | 成都——上海           | 2007年                                                 | 2008年12月21日车次改为K698/5、K696/7次                                                         |
| 1354/1351、1352/1353次列车             | 上海铁路局     | 南京客运段     | 连云港东——乌鲁木齐   | 2010年1月24日起1354次、26日起1352次                    | 2011年1月11日车次改为K1354/1、K1352/3次                                                        |
| 1416/1417、1418/1415次列车             | 济南铁路局     | 济南客运段     | 济南(菏泽)——哈尔滨   | 2011年1月23日起1416次、24日起1418次                    | 今K296/293、K294/295次列车                                                                     |
| 1470/1471、1472/1469次列车             | 上海铁路局     | 杭州客运段     | 徐州——哈尔滨         | 2009年6月28日起1470次、29日起1472次                    | 2012年12月21日延长至南京，2013年7月1日延长至杭州，2014年更换25T车底                            |
| 1546/1547、1548/1545次列车             | 北京铁路局     | 天津客运段     | 德州——哈尔滨         |                                                        | 2013年车次改为K1546/7、K1548/5次，2015年转交哈局并延至菏泽，2016年延至福州                     |
| 1557/1558次列车                        | 南宁铁路局     | 南宁客运段     | 南昌——南宁           |                                                        | 2013年12月28日车次改为K1557/1558次，2015年7月1日延至上海                                       |
| 1606/1607、1608/1605次列车             | 西安铁路局     | 西安客运段     | 安康——怀化           |                                                        |                                                                                                |
| 1708/1705、1706/1707次列车             | 郑州铁路局     | 郑州客运段     | 郑州——杭州           | 2009年4月1日                                           | 同时车次改为2596/3、2594/5次                                                                   |
| 1718/1719、1720/1717次列车             | 呼和浩特铁路局 | 包头客运段     | 呼和浩特——成都       | 2011年10月17日                                         | 2016年1月10日由包兰、陇海、宝成线改经包西、西康、襄渝、达成线，车次改为K195/196次              |
| 1803/1804次列车                        | 南宁铁路局     | 南宁客运段     | 武昌——湛江           |                                                        |                                                                                                |
| 1816/1813、1814/1815次列车             | 呼和浩特铁路局 | 包头客运段     | 包头——哈尔滨         | 2011年12月10日                                         | 2013年12月28日变更车次为K1382/1383、K1384/1381次                                               |
| 1820/1817、1818/1819次列车             | 沈阳铁路局     | 长春客运段     | 乌兰浩特——呼和浩特东 |                                                        |                                                                                                |
| 2007/2008次列车                        | 沈阳铁路局     | 沈阳客运段     | 沈阳——佳木斯         | 2012年                                                 | 后车次改为K1227/8次                                                                            |
| 2011/2012次列车                        | 南宁铁路局     | 南宁客运段     | 张家界——南宁         | 2012年8月16日起2012次、17日起2011次                    |                                                                                                |
| 2038/2035、2036/2037次列车             | 沈阳铁路局     | 长春客运段     | 图们——哈尔滨         |                                                        |                                                                                                |
| 2066/2067、2068/2065次列车             | 沈阳铁路局     | 锦州客运段     | 沈阳——承德           |                                                        |                                                                                                |
| 2081/2083、2082/2084次列车             | 哈尔滨铁路局   | 齐齐哈尔客运段 | 大连——海拉尔         |                                                        |                                                                                                |
| 2095/2096次列车                        | 哈尔滨铁路局   | 牡丹江客运段   | 盘锦——佳木斯         |                                                        |                                                                                                |
| 2150/2151、2152/2149次列车             | 郑州铁路局     | 郑州客运段     | 郑州——日照           |                                                        |                                                                                                |
| 2184/2181、2182/2183次列车             | 南昌铁路局     | 南昌客运段     | 鹰潭——上海           | 2009年4月1日                                           | 同时车次改为K784/1、K782/3次                                                                   |
| 2192/2193、2194/2191次列车             | 郑州铁路局     | 郑州客运段     | 郑州——温州           | 2014年7月1日                                           | 改车次为K1240/1237、K1238/1239次列车                                                           |
| 2209/2210次列车                        | 哈尔滨铁路局   | 齐齐哈尔客运段 | 齐齐哈尔——大连       |                                                        |                                                                                                |
| 2223/2224次列车                        | 北京铁路局     | 天津客运段     | 天津——吉林           | 2012年1月6日起2223次、7日起2224次                      | 2014年7月1日延至北京，改为K1023/1024次，2015年5月20日改由沈阳局担当                            |
| 2261/2262次列车                        | 沈阳铁路局     | 长春客运段     | 天津——乌兰浩特       |                                                        | 套跑K1189/1190次列车                                                                           |
| 2367/2368次列车                        | 广铁集团       | 长沙客运段     | 长沙——茶陵           | 2014年7月1日                                           | 2015年7月1日改为K2367/2370、K2368/2369次并延至井冈山                                           |
| 2503/2502、2501/2504次列车             | 郑州铁路局     | 郑州客运段     | 商丘——太原           |                                                        |                                                                                                |
| 2509/2510次列车                        | 瀋陽鐵路局     | 瀋陽客運段     | 沈阳北——齐齐哈尔     | 2011年1月11日                                          | 2011年7月1日改为T309/310次                                                                     |
| 2614/2615、2616/2613次列车             | 武汉铁路局     | 武汉客运段     | 汉口——连云港东       | 2011年12月5日起2614次、6日起2616次                     |                                                                                                |
| 2621/2622次列车                        | 沈阳铁路局     | 沈阳客运段     | 昌平北——赤峰南       | 2016年改为现行线路                                     | 原北京北-赤峰                                                                                  |
| 2631/2634、2632/2633次列车             | 沈阳铁路局     | 锦州客运段     | 赤峰——哈尔滨东       |                                                        |                                                                                                |
| 2667/2668次列车                        | 沈阳铁路局     | 沈阳客运段     | 沈阳——漠河           |                                                        |                                                                                                |
| 2669/2670次列车                        | 西安铁路局     | 西安客运段     | 太原——宝鸡           |                                                        |                                                                                                |
| 2678/2675、2676/2677次列车             | 南宁铁路局     | 南宁客运段     | 桂林——贺州           | 2014年4月30日起2678/2675次，5月1日2676/2677次          |                                                                                                |
| 2701/2702次列车                        | 呼和浩特铁路局 | 包头客运段     | 呼和浩特——银川       |                                                        |                                                                                                |
| 6061/6062次列车                        | 昆明铁路局     | 昆明客运段     | 昆明——六盘水         |                                                        |                                                                                                |
| 6003/6004次列车                        | 昆明铁路局     | 昆明客运段     | 红果——六盘水         | 2015年7月26日                                          |                                                                                                |
| L295/296次列车                         | 呼和浩特铁路局 | 包头客运段     | 临河——北京北         | 2013年7月1日                                           | 同时车次改为K2095/2096次，2013年12月28日改为K1595/1596次并延长至乌海西                         |
| 6161/6162次列车                        | 昆明铁路局     | 昆明客运段     | 攀枝花——昆明         |                                                        | 2020年5月25日起缩短至昆明-元谋西，车次改为7466/5次                                             |
| K1141/1144、K1142/1143次列车           | 郑州铁路局     | 郑州客运段     | 洛阳——南通           | 2016年8月26日                                          |                                                                                                |
| 2167/2168次列车                        | 沈阳铁路局     | 长春客运段     | 长春——牡丹江         | 2016年11月1日                                          |                                                                                                |
| 6055/6056次列车                        | 呼和浩特铁路局 | 包头客运段     | 包头——大同           | 2017年4月10日                                          |                                                                                                |
| 6082/6083、6084/6081次列车             | 昆明铁路局     | 昆明客运段     | 威舍——贵阳           |                                                        |                                                                                                |
| 6031/6032次列车                        | 北京铁路局     | 石家庄客运段   | 石家庄北——太原       | 2019年6月25日                                          |                                                                                                |
| 6033/6034次列车                        | 太原铁路局     | 太原客运段     | 石家庄北——太原       | 2019年1月5日                                           |                                                                                                |
| 6025/6026次列车                        | 武汉铁路局     | 武汉客运段     | 麻城——九江           |                                                        |                                                                                                |
| 6063/6064次列车                        | 西安铁路局     | 西安客运段     | 宝鸡——广元           |                                                        |                                                                                                |

## 已停运
| 车次                       | 担当铁路局             | 担当客运段     | 运行区间           | 停运时间                                        | 备注                                    |
| -------------------------- | ---------------------- | -------------- | ------------------ | ----------------------------------------------- | --------------------------------------- |
| K129/130次列车             | 沈阳铁路局             | 长春客运段     | 长春——齐齐哈尔     | 2012年11月30日长春开K129、12月1日齐齐哈尔开K130 | 永久停运                                |
| K1951/1952次列车           | 郑州铁路局             | 郑州客运段     | 新乡——南阳         | 2014年7月1日                                    |                                         |
| 1801/1802次列车            | 哈尔滨铁路局           | 齐齐哈尔客运段 | 北京北——齐齐哈尔   |                                                 |                                         |
| 1808/1805、1806/1807次列车 | 郑州铁路局             | 郑州客运段     | 洛阳——湛江         | 2012年12月1日（2013年7月1日正式停运）           |                                         |
| 1901/1902次列车            | 广铁集团               | 长沙客运段     | 长沙——贺州         |                                                 |                                         |
| 2015/2016次列车            | 沈阳铁路局             | 吉林客运段     | 吉林——哈尔滨       | 2012年12月1日                                   |                                         |
| 2017/2018次列车            | 哈尔滨铁路局           | 牡丹江客运段   | 大连——牡丹江       | 2012年11月30日                                  | 永久停运                                |
| 2031/2032次列车            | 成都铁路局             | 贵阳客运段     | 贵阳(六盘水)——宣威 | 2014年7月1日                                    |                                         |
| 2039/2040次列车            | 上海铁路局             | 合肥客运段     | 合肥——商丘         | 2014年7月1日                                    |                                         |
| 2611/2612次列车            | 郑州铁路局             | 郑州客运段     | 新乡——西安         | 2010年11月1日                                   |                                         |
| 2681/2684、2682/2683次列车 | 太原铁路局             | 太原客运段     | 太原——包头         | 2013年7月1日                                    |                                         |
| 2704/2705、2706/2703次列车 | 沈阳铁路局             | 沈阳客运段     | 丹东——哈尔滨东     | 2014年7月1日                                    |                                         |
| 6091/6092次列车            | 上海铁路局             | 南京客运段     | 景德镇——绩溪县     | 2014年7月1日                                    |                                         |
| 6093/6094次列车            | 上海铁路局             | 南京客运段     | 景德镇——绩溪县     | 2012年12月21日                                  |                                         |
| 6095/6096次列车            | 北京铁路局、太原铁路局 |                | 北京西——太原       | 2010年7月1日                                    | 永久停运                                |
| 2161/2162次列车            | 哈尔滨铁路局           | 哈尔滨客运段   | 牡丹江——图们       | 2015年10月10日                                  |                                         |
| 6021/6022次列车            | 沈阳铁路局             | 长春客运段     | 吉林——哈尔滨东     | 2017年1月5日                                    |                                         |
| 6087/6088次列车            | 太原铁路局             | 太原客运段     | 大同——张家口南     | 2017年9月21日                                   | 车次变8187/8188次列车，并且缩短至柴沟堡 |